# Lancia Beta Montecarlo Turbo
La Lancia Beta Montecarlo Turbo è un'automobile da competizione classificata come Gruppo 5, progettata dalla Lancia nel 1978 per gareggiare nel Campionato del mondo sportprototipi, all'epoca denominato Mondiale marche. Con questa vettura la Lancia ha vinto i campionati del 1980 e del 1981.

## Contesto storico
Per promuovere e incentivare le vendite della Beta Montecarlo, una piccola coupé stradale presentata nel 1975, la Lancia sviluppa due versioni da competizione. Nel 1978 nasce la Beta Montecarlo Turbo, una silhouette Gruppo 5 per gareggiare nel Campionato Mondiale Marche, e nel 1981 viene presentata la 037 per il Campionato del mondo rally. Le due vetture hanno in comune, oltre all'origine, i grandi successi ottenuti nelle rispettive specialità.

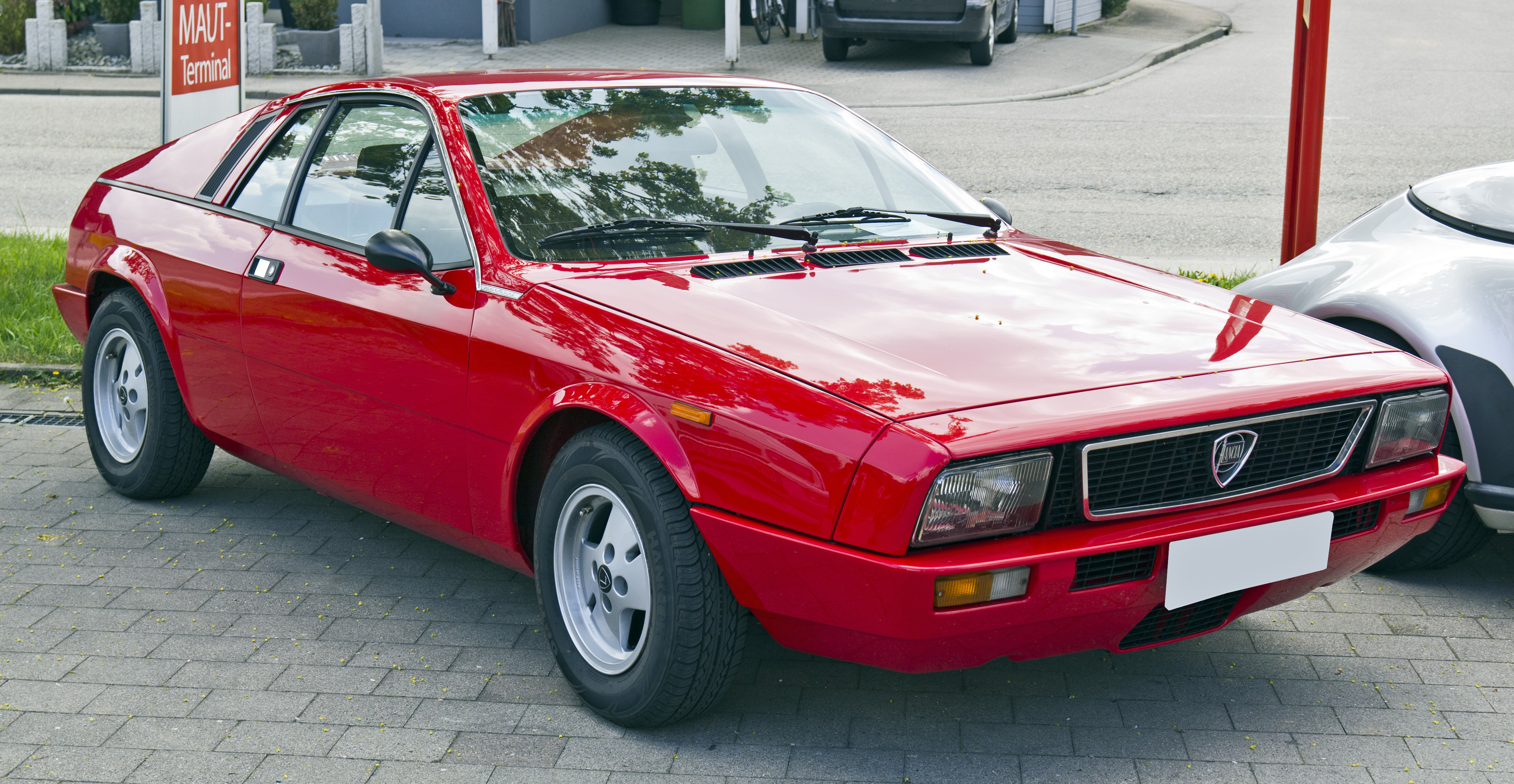
La Beta Montecarlo coupé stradale.

La Federazione Internazionale dell'Automobile e la Commissione Sportiva Internazionale nel 1973 cambiano completamente i regolamenti del Mondiale Marche che dal 1976 sarà riservato alle silhouette invece che ai prototipi cui verrà dedicato un Campionato parallelo. Il nuovo regolamento impone che le vetture denominate Gruppo 5 vengano realizzate su una scocca di serie e che rispettino le linee dell'automobile stradale da cui derivano potendo elaborare motore, telaio e carrozzeria senza limitazioni. Il Campionato vede le Gruppo 5 suddivise in base alla cilindrata in Divisioni che dal 1978 sono due, oltre ed entro i due litri. Il regolamento prevede che vengano assegnati gli stessi punti in ogni Divisione concedendo a vetture di qualunque cilindrata la possibilità di vincere il Titolo assoluto, oltre a quello di Divisione. Dal 1978 vengono ammessi al Campionato anche i prototipi che però non possono ottenere punti validi per il Campionato potendo solo puntare alla vittoria nelle singole gare.
Negli anni settanta la Lancia partecipa al Mondiale Marche con la Stratos affidata a squadre private ottenendo alcuni successi di categoria oltre a una vittoria assoluta alla Targa Florio non più valida per il Campionato. Nel 1978 la Lancia decide di impegnarsi ufficialmente realizzando la Lancia Beta Montecarlo Turbo, sulla base della piccola Beta Montecarlo coupé stradale, che parteciperà al Campionato dal 1979 nella categoria fino a due litri.

## Sviluppo tecnico
La Beta Montecarlo Turbo deriva dalla Beta Montecarlo coupé, berlinetta stradale a due posti con motore e trazione posteriori, adeguatamente trasformata in silhouette.

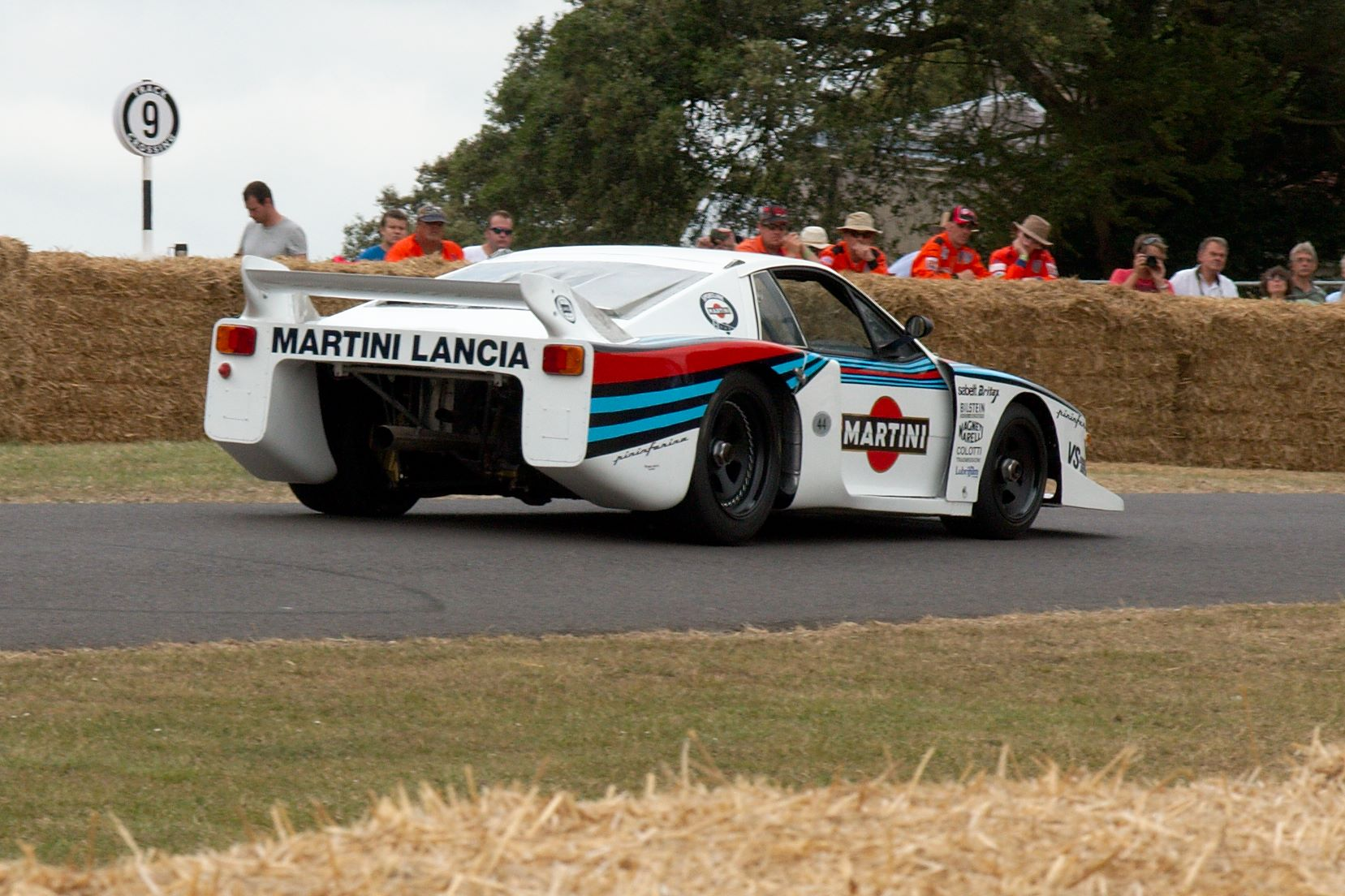
Posteriore di una Beta Montecarlo Turbo.

La carrozzeria studiata dai tecnici Pininfarina viene costruita con materiali compositi e resine artificiali e pur mantenendo la somiglianza con quella originale viene esasperata con spoiler, minigonne e alettoni. L'ingegnere Gian Paolo Dallara progetta e realizza un telaio monoscocca portante in acciaio e alluminio con un'intelaiatura anteriore per l'avantreno e una posteriore per retrotreno e motore. Vengono montate sospensioni a ruote indipendenti con barra stabilizzatrice anteriore e ammortizzatori doppi al posteriore, freni a disco forati e cerchi in lega anteriori da 16 pollici e posteriori da 19.
La parte motoristica viene seguita da Gianni Tonti dell'Abarth e Claudio Maglioli e Nicola Materazzi della Lancia. Nella fase sperimentale i meccanici provano a installare nella Montecarlo il quattro cilindri boxer della Lancia Gamma, anche in versione sovralimentata, ma viene quasi subito abbandonato in favore di un nuovo quattro cilindri turbocompresso di 1,4259 litri (pari a 1996,3 cm³ secondo il coefficiente di incremento della cilindrata di 1,4 previsto per i motori sovralimenti) in grado di erogare 480 CV a 7200 giri al minuto nella versione da gara ma, che nei test di resistenza e durata era arrivato a sviluppare 540 CV girando al massimo dei giri per cinque ore prima di cedere. In alcune gare del 1980 viene utilizzato un motore con cilindrata leggermente maggiorata di 1,4294 litri (pari a 2001 CC) per rientrare nella categoria superiore ai 2000 cm³ ed erodere punti alle Porsche, mentre nel 1981, si prova un 1773 cm³ che incrementa la potenza di 10 CV. Il motore viene abbinato a un cambio manuale a cinque rapporti e retromarcia con differenziale autobloccante e frizione bidisco a secco.
Il 18 dicembre 1978, nella galleria del vento degli stabilimenti torinesi di Pininfarina, viene presentata ufficialmente la Lancia Beta Montecarlo Turbo che parteciperà al Campionato Mondiale Marche. Nel febbraio del 1979, il primo pilota assunto dalla Lancia, Riccardo Patrese incomincia i collaudi in pista e il 22 aprile, in occasione del Fiat Day all'Autodromo di Vallelunga, porta per la prima volta la macchina in pista pubblicamente.

## Storia agonistica

### 1979
La gestione delle Beta Montecarlo Turbo in gara viene affidata all'esperienza e professionalità di Daniele Audetto, ex Direttore sportivo Ferrari e successivamente a Cesare Fiorio, già Direttore Sportivo plurititolato con Lancia e Fiat nel Campionato del mondo rally. Per la prima stagione, il 1979, assume Riccardo Patrese che partecipa anche allo sviluppo e ai collaudi, Walter Röhrl, Carlo Facetti, Eddie Cheever, Giorgio Pianta e Markku Alén, piloti provenienti da competizioni su pista e su strada. Le vetture vengono iscritte alle corse per la scuderia ASA Corsa Marche 38. Nel Mondiale Marche del 1979 la avversarie della Lancia sono le BMW 320i, nella divisione fino a due litri, e le Porsche 935 e 911 RSR.

La Beta Montecarlo Turbo al Giro d'Italia del 1979.

La Montecarlo esordisce nel Mondiale Marche il 6 maggio 1979 alla 6 Ore di Silverstone pilotata da Patrese e Röhrl che sono costretti al ritiro per problemi al motore dopo quattro giri. Alla successiva 1000 km del Nürburgring lo stesso equipaggio ottiene il diciottesimo posto mentre alla 6 Ore di Pergusa Patrese e Facetti ottengono la pole position, il secondo posto assoluto, la vittoria di classe e divisione battuti solo da un prototipo Osella-BMW. Alla 6 Ore di Brands Hatch Patrese e Röhrl sono quinti assoluti e primi di divisione, mentre le due vetture iscritte alla 6 Ore di Vallelunga per le coppie Cheever-Röhrl e Pianta-Alén e si ritirano per problemi al cambio. La Lancia si aggiudica il Titolo Costruttori nella divisione fino a due litri con 50 punti contro i 32 della BMW e i 30 della Ford.
Le due vetture iscritte al Giro automobilistico d'Italia per la Scuderia Abarth e pilotate dagli equipaggi Villeneuve-Röhrl-Geistdorfer e Patrese-Alén-Kivimäki vengono squalificate per aver percorso un tratto di autostrada durante un trasferimento.

### 1980
Il Mondiale Marche del 1980 vede come protagoniste le Porsche 935, senza rivali nella Divisione oltre i due litri, e le Lancia Beta Montecarlo, che gareggiano praticamente da sole non avendo avversari in grado di lottare né per la vittoria nelle singole prove né per il campionato nella divisione entro i due litri.

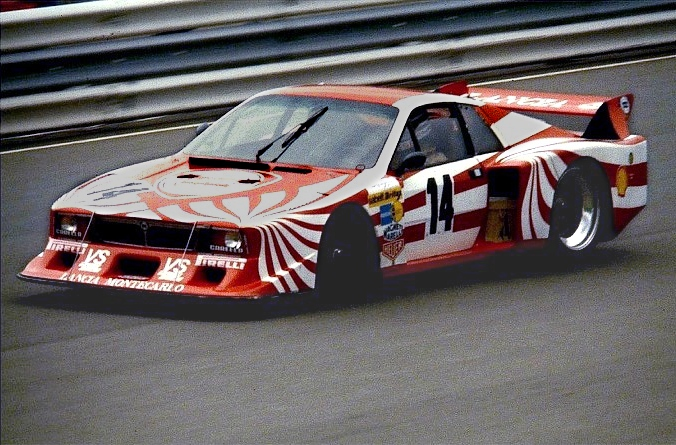
La Beta Montecarlo Turbo Lancia Corse in gara nel 1980.

La Lancia schiera due Beta Montecarlo Turbo ufficiali Lancia Corse, gestite da Cesare Fiorio e portate in gara da Riccardo Patrese, Walter Röhrl, Eddie Cheever e Michele Alboreto, occasionalmente sostituiti da altri piloti, e una del Jolly Club per Carlo Facetti e Martino Finotto. La Lancia partecipa a dieci delle undici prove del Mondiale ottenendo altrettante vittorie nella divisione entro i due litri: Con la Beta  Montecarlo ufficiale del Jolly Club, Facetti e Finotto vincono la 24 Ore di Daytona, Patrese e Röhrl la 6 Ore di Brands Hatch dove sono anche primi assoluti, Röhrl e Alboreto la 6 Ore del Mugello, ancora Patrese con Röhrl la 1000 km di Monza, Alboreto e Röhrl la 6 Ore di Silverstone, Patrese e Heyer la 1000 km del Nürburgring, Facetti e Finotto la 24 Ore di Le Mans, nuovamente Patrese e Heyer la 6 Ore di Watkins Glen, Röhrl e Heyer la 6 Ore di Mosport, Darniche e Pianta la 6 Ore di Vallelunga. Alla 6 Ore del Mugello e di Vallelunga Patrese e Cheever gareggiano con una Montecarlo dotata di un nuovo motore con cilindrata di 2001 cm³ e centrano la vittoria nella divisione oltre i due litri e al Mugello anche quella assoluta. La Lancia ottiene quindi tre vittorie assolute come la Porsche, due nella divisione oltre i due litri, dove la 935 ne vince nove, e dieci nella divisione inferiore. Le due squadre ottengono lo stesso punteggio e si aggiudicano il titolo nelle rispettive divisioni e la Lancia grazie alle maggiori vittorie di divisione conquista il suo primo Campionato Mondiale Marche.
Tre Beta Montecarlo partecipano al Giro d'Italia e le due ufficiali si piazzano al primo e secondo posto con Patrese, Alén e Kivimäki che precedono Alboreto, Bettega e Bernacchini. Alcune squadre private partecipano con la Montecarlo a Campionati nazionali e gare non titolate riuscendo a ottenere vittorie assolute e di categoria.

### 1981

La Beta Montecarlo Turbo nella livrea del Martini Racing impegnata sul circuito del Mugello nel 1980.

Nel 1981 la Lancia si trova ancora senza rivali nella divisione fino a due litri, mentre in quella superiore si sfidano le solite Porsche 935 e le BMW M1.
Per il Campionato mondiale marche del 1981 le Beta Montecarlo ufficiali vengono gestite dal Martini Racing, dirette in gara da Cesare Fiorio e pilotate tra gli altri da Riccardo Patrese, Michele Alboreto, Piercarlo Ghinzani, Eddie Cheever e Andrea De Cesaris. Altre vetture vengono schierate da scuderie private tra cui il Jolly Club, Germano Nataloni, Lubrifilm Racing e GS Tuning. La Lancia prende parte a sette delle quindici prove del Campionato ottenendo sei vittorie di Divisione: alla 24 Ore di Daytona vincono Finotto, Facetti e Pirro, alla 1000 km di Monza Nataloni e Ricci, alla 1000 km di Silverstone Gabbiani, Pianta e Schön, alla 1000 km del Nürburgring Ghinzani e Hans Heyer, alla 24 Ore di Le Mans Cheever, Alboreto e Facetti, alla 6 Ore di Watkins Glen Patrese e Alboreto che centrano anche l'unica vittoria assoluta della stagione. Pur non disputando tutte le prove del Campionato la Lancia domina la sua Divisione e si aggiudica per la terza volta consecutiva il Titolo, e con gli stessi punti della Porsche ma con una vittoria di Divisione in più conquista il suo secondo Campionato mondiale assoluto.
Le Montecarlo private partecipano anche ai Campionati nazionali per vetture sport vincendo alcune gare.

### Anni successivi
Anche a causa del nuovo regolamento, che estrometteva le "Gruppo 5" dal Mondiale del 1982 a favore delle Gruppo C la Lancia e il Martini Racing portano in gara la nuova LC1, un prototipo Gruppo 6 (che prendeva però solo punti per il mondiale piloti) che riprendeva il motore (posizionato tra i due assi in posizione centrale-longitudinale, anziché trasversale) della Beta Montecarlo, affidando le vecchie vetture alle squadre private come la Scuderia Vesuvio e Germano Nataloni, che ottengono solo qualche piazzamento, mentre il Toni Fischhaber centra la vittoria di classe in una gara non titolata.
Nel 1983 il Campionato del mondo endurance è riservato esclusivamente ai prototipi e la Montecarlo viene utilizzata solo in prove non titolate. In una di queste gare, in Finlandia, il Campione del mondo in carica di Formula 1 Keke Rosberg riesce a centrare la vittoria assoluta.

## Palmarès

### Vittorie nel Campionato del mondo sportprototipi
| Nº | Stagione | Data      | Gara                  | Piloti                              | Scuderia       | Resoconto | Note                            |
| -- | -------- | --------- | --------------------- | ----------------------------------- | -------------- | --------- | ------------------------------- |
| 1  | 1980     | 16 marzo  | 6 Ore di Brands Hatch | Riccardo Patrese - Walter Röhrl     | Lancia Corse   | Resoconto |                                 |
| 2  | 1980     | 13 aprile | 6 Ore del Mugello     | Riccardo Patrese - Eddie Cheever    | Lancia Corse   | Resoconto | Vettura con motore da 2.0 litri |
| 3  | 1980     | 5 luglio  | 6 Ore di Watkins Glen | Riccardo Patrese - Hans Heyer       | Lancia Corse   | Resoconto |                                 |
| 4  | 1981     | 12 luglio | 6 Ore di Watkins Glen | Riccardo Patrese - Michele Alboreto | Martini Racing | Resoconto |                                 |